# Genzien
Genzien ist ein Ortsteil der Ortschaft und Einheitsgemeinde Stadt Arendsee (Altmark) im Altmarkkreis Salzwedel in Sachsen-Anhalt.

## Geographie
Genzien, ein Straßendorf mit Kirche, liegt östlich des Arendsees und 25 Kilometer östlich der Kreisstadt Salzwedel in der Altmark. Das Gebiet nördlich des Dorfes wird durch den Kanalgraben Genzien in den Arendsee entwässert.

## Geschichte

### Mittelalter bis 20. Jahrhundert
Die erste urkundliche Erwähnung von Genzien ist die Nennung von Ghentzin im Jahre 1349, als die von Garthow dem Kloster Arendsee Besitzungen im Ort überlassen. Im Landbuch der Mark Brandenburg von 1375 wird das Dorf als Gentzin aufgeführt. Weitere Nennungen sind 1541 Gentzin, 1687 Gentzien und 1804 Genzien.
Der „Faule See“ lag nördlich des Dorfes. Er war ab 1834 durch einen Kanal, der in den Arendsee mündete, entwässert und abgeleitet worden. In dem Moor hatte man Torfstiche angelegt. So wurde der See zwischen 1836 und 1838 trockengelegt. Der Abfluss zum Arendsee ist 1922 durch Tonröhren reguliert worden. An den See erinnert heute eine Informationstafel und ein Aussichtsturm nördlich des Dorfes.
Im Süden des Dorfes stand noch im 20. Jahrhundert südlich der Bahnlinie eine Windmühle.

### Archäologie
200 Meter westlich des Dorfes sind obertägig sichtbare Reste einer abgetragenen Niederungsburg zu erkennen, die als archäologisches Kulturdenkmal unter Schutz stehen.
Die Burg hat einen Durchmesser von etwa 80 Metern und ist nur noch in den Grabenresten zu erkennen.

### Herkunft des Ortsnamens
Heinrich Sültmann führte im Jahre 1937 den Ortsnamen auf den slawischen Personennamen „gasne“ oder „ganse“ für „Gans“ zurück. Die Endung „-in“ enthält eine Familienbestimmung.
Aleksander Brückner führte 1879 analog dazu das altslawische Wort „gasъ“ für „Gans“ auf.

### Altes Dorf bei Genzien
Wilhelm Zahn berichtete 1909: Südwestlich unmittelbar an das Dorf Genzien anstoßend und im Süden bis an die Chaussee nach Arendsee reichend, liegt eine Ackerbreite, die „das alte Dorf“ genannt wird. Er schreibt weiter: „wahrscheinlich hat hier das alte wendische Rundlingsdorf gelegen“.

### Eingemeindungen
Am 20. Juli 1950 wurde die Gemeinde Gestien nach Genzien eingemeindet. Am 25. Juli 1952 wurde die Gemeinde Genzien aus dem Landkreis Osterburg in den Kreis Seehausen umgegliedert. Am 2. Juli 1965 kam die Gemeinde zum Kreis Osterburg. Am 1. Dezember 1973 erfolgte die Eingemeindung von Genzien in die Stadt Luftkurort Arendsee (Altmark). Somit wurden Genzien und Gestien Ortsteile von Arendsee.

### Einwohnerentwicklung
| Jahr | Einwohner |
| ---- | --------- |
| 1734 | 101       |
| 1774 | 097       |
| 1789 | 105       |
| 1798 | 103       |
| 1801 | 134       |
| 1818 | 090       |
| 1840 | 128       |

| Jahr | Einwohner |
| ---- | --------- |
| 1864 | 188       |
| 1871 | 173       |
| 1885 | 145       |
| 1892 | [0]143    |
| 1895 | 157       |
| 1900 | [0]169    |
| 1905 | 185       |

| Jahr | Einwohner |
| ---- | --------- |
| 1910 | [0]181    |
| 1925 | 193       |
| 1939 | 188       |
| 1946 | 198       |
| 1964 | 320       |
| 1971 | 301       |
| 2011 | 108       |

| Jahr | Einwohner |
| ---- | --------- |
| 2012 | 107       |
| 2013 | 111       |
| 2014 | 105       |
| 2015 | 102       |
| 2016 | 097       |
| 2017 | 095       |
| 2020 | [00]099   |

| Jahr | Einwohner |
| ---- | --------- |
| 2021 | [00]093   |
| 2022 | [0]094    |
| 2023 | [0]086    |

Quelle, wenn nicht angegeben, bis 1946 ab 2011 bis 2017

## Religion
Die evangelische Kirchengemeinde Genzien gehörte ursprünglich zur kombinierten Pfarrei Genzien (mater combinata), die zur Pfarrei Arendsee gehörte. Heute wird die Kirchengemeinde betreut vom Pfarrbereich Arendsee im Kirchenkreis Stendal im Bischofssprengel Magdeburg der Evangelischen Kirche in Mitteldeutschland.
Die ältesten überlieferten Kirchenbücher für Genzien stammen aus dem Jahre 1664.

## Kultur und Sehenswürdigkeiten
Die evangelische Dorfkirche Genzien, ein dreiteiliger Feldsteinbau, ist vermutlich am Anfang des 13. Jahrhunderts entstanden, das Fachwerk-Glockengeschoss entstand in der Barockzeit.

## Wirtschaft und Infrastruktur
Genzien liegt an der B 190. Der Bahnhof Genzien lag an der 2004 stillgelegten Bahnstrecke Salzwedel–Geestgottberg.